# Batalla de Catana
La batalla de Catana fou un enfrontament naval que va tenir lloc l'estiu del 397 aC a la costa de Sicília. La flota grega sota el comandament de Leptines de Siracusa (germà de Dionís el Vell) va topar amb la flota púnica de Magó, davant la costa de Catània. Les tropes terrestres de Dionís el Vell es trobaven a prop de la ciutat, però l'exèrcit cartaginès d'Himilcó Hannó es trobava a uns dies de distància, doncs el seu avanç es va veure dificultat per l'erupció del Mont Etna. Malgrat aquest fet, la flota púnica va derrotar totalment la grega i aquest fet va propiciar el setge a Siracusa, que els cartaginesos emprendrien devers la fi d'aquell mateix any.

## Rerefons
Cartago havia envaït Sicília en resposta als atacs grecs que patien els territoris sota control púnics. En un primer moment, les tropes de Cartago estaven liderades per Annibal Magó, però a la mort d'aquest durant el Setge d'Acragant (406 aC), el seu familiar Himilcó va assumir el lideratge i va capturar i saquejar Acragant, Gela i Camarina l'estiu del 405 aC. Aquestes derrotes van crear una forta crisi entre els polítics grecs de Siracusa, que va pujar al poder de Dionís el Vell, en qualitat de tirà. Himilcó i Dionís van signar la pau i Cartago va passar a controlar tres cinquenes parts de Sicília.

### Dionís trenca el pacte
Dionís va aprofitar la cessació de les hostilitats per reforçar les defenses de Siracusa, contractar mercenaris i ampliar la seva flota de guerra. Va conquerir Naxos, Catana i va annexionar Leontins. També va contractar enginyers per construir noves armes com la catapulta i els poderosos quinquerrems. El 398 aC es va sentir prou fort per atacar directament la ciutat de Mòtia, aliada de Cartago, i posar setge a Segesta i Entel·la, amb un exèrcit de 80.000 homes, 3.000 genets i 200 naus de guerra.
Himilcó va intentar salvar Mòtia sense èxit, així que va retornar a Cartago per reclutar un gran exèrcit similar al de Dionís. Va desembarcar a Palerm, va alliberar Mòtia i va posar rumb directament a Messene, que va capturar i saquejar.

## Preludi a Catana
Malgrat la importància estratègica de la ciutat, Himilcó va decidir no establir cap base a Messene, probablement degut a la llunyania d'aquesta respecte a Cartago. A més, els grecs de Messene havien fugit a fortificacions veïnes i per reduir-los Himilcó hauria necessitat força temps. Mentrestant, Dionís hauria pogut reforçar-se Així doncs, va decidir fundar la ciutat de Tauromènion per protegir la rereguarda i va avançar cap a Siracusa.
Va avançar per la costa, amb la flota navegant a la vista, fins que una forta erupció del Mont Etna va obligar la infanteria a donar un rodeig, mentre la flota liderada per Magó continuava rumb a Catana.
Dionís, durant aquest temps, havia alliberat els esclaus de Siracusa per tenir prou homes per seixanta noves naus, va reforçar les fortificacions de Leontins i Siracusa i va comprar els serveis de mil mercenaris grecs. Al rebre les notícies que Himilcó s'allunyava de la costa per rodejar l'Etna, va avançar amb homes i naus cap a Catana per anorrear la flota púnica.

### Flota púnica
Les naus cartagineses eren més lleugeres i maniobrables que les gregues. Portaven sempre una vela de més per tenir més velocitat i pel mateix motiu també hi embarcaven menys soldats. Magó havia ordenat també que les seves naus de transport instal·lessin ariets a la proa per abordar les naus enemigues.

### Flota grega
Entre el 404 i el 398 aC, Dionís havia ordenat la construcció de dues-centes noves naus, així com la posada a punt de cent-i-deu altres. El seu germà, Leptines, havia comandat la flota en la captura de Mòtia, si bé Himilcó n'havia destruït la meitat de les naus. Per aquesta raó, Dionís es va veure obligat a alliberar els esclaus i posar a punt seixanta noves embarcacions. Les naus gregues eres més grans, més pesants i normalment tenien a bord més tropes que les cartagineses.

## Batalla
La flota cartaginesa navegava lentament per donar temps al contingent terrestre. Arribats a Catana, decidiren ancorar a alta mar, per por a ser atacats des de terra si s'acostaven a la platja, ja que no tenien el suport de la infanteria.
Quan arribaren els grecs, malgrat tenir menys naus, Leptines va ordenar avançar contra els púnics, confiant en la grandària de les seves naus i el major nombre de soldats. Leptines avançava en formació tancada i Magó va ordenar que les seves naus s'alineessin per fer-li front.
Leptines va avançar amb les seves millors trenta naus, però va deixar la resta enrere. Les naus gregues caigueren amb força contra la línia púnica i van enfonsar-ne diverses, però Magó va aprofitar la seva superioritat numèrica per rodejar els grecs de manera que no poguessin maniobrar i llavors va començar a abordar-los. Leptines, en veure's rodejar, va obrir-se pas i va fugir, deixant la flota sense lideratge i amb poques esperances. A mesura que la resta de la flota grega arribava desordenadament a la batalla, van trobar navegant en contra seu una massa de púnics en perfecta formació.
La batalla fou cruenta, però la grandària de les naus gregues va servir de poc perquè no tenien lideratge estratègic. La derrota fou total i van perdre cent naus. A més, els cartaginesos enviaren petites embarcacions per rematar els mariners grecs que nedaven en les aigües, i en van negar al voltant de vint-mil.

## Fets posteriors
Amb la victòria, Magó va tenir la magnífica oportunitat de posar rumb cap a Siracusa, indefensa. Davant d'això, Dionís va decidir no enfrontar-se a Himilcó i tornar a corre-cuita a la ciutat. Aquesta mesura fou molt impopular i molts dels seus aliats el van abandonar. Poc després, el mal temps obligava Magó a refugiar les seves naus a la platja, on hauria estat a mercè de Dionís, si aquest no s'hagués retirat.